# Église Saint-François-Xavier (Shanghai)
L'église Saint-François-Xavier est une église catholique située à Shanghai, en Chine. Elle est consacrée au jésuite saint François Xavier, patron des missions. Des messes sont régulièrement célébrées en anglais et en espagnol.

## Histoire
En 1844 les traités permettent aux puissances européennes de disposer de chapelles dans les ports et villes de Chine impériale ouvertes au commerce avec l'étranger. En 1847, la première pierre de l'église est bénite par l'administrateur apostolique, le jésuite Ludovico Maria Besi. Elle est construite par les jésuites et terminée en 1853 pour être consacrée le jour du dimanche des Rameaux (4 avril 1853). Elle est de style baroque et peut accueillir deux mille personnes. La façade est ornée dans les niches d'une statue de saint Pierre et d'une statue de saint Paul. Comme elle se trouve dans une zone dont les quais appartenaient alors à la famille Dong, elle est surnommée, encore aujourd'hui, par la population locale, la cathédrale Dongjiadu. Elle est administrée par un clergé chinois à partir de 1933.
L'église est fermée par les gardes rouges de la révolution culturelle en 1966 et entièrement saccagée. Son mobilier liturgique et toute la décoration intérieure disparaissent. Elle sert d'entrep̩ôt. Elle est partiellement restituée à la communauté catholique en 1982 qui commence une restauration discrète. Ce n'est qu'en l'an 2000 que l'ensemble est consolidé. Elle est inscrite au patrimoine culturel de Shanghai en 1993.
L'église a été totalement restaurée en 2009 et 2010. Un grand panneau de bois avec des imitations d'icônes de l'Église orientale décore désormais le chœur.

## Curiosités
Le mécanisme d'horlogerie est français, de marque Gourdin-Sarthe. Sur l'une des cloches, on peut lire : « Crouzet-Hildebrand fondeur à Paris 1881 », signature de la fonderie parisienne Crouzet-Hildebrand.

## Galerie d'images

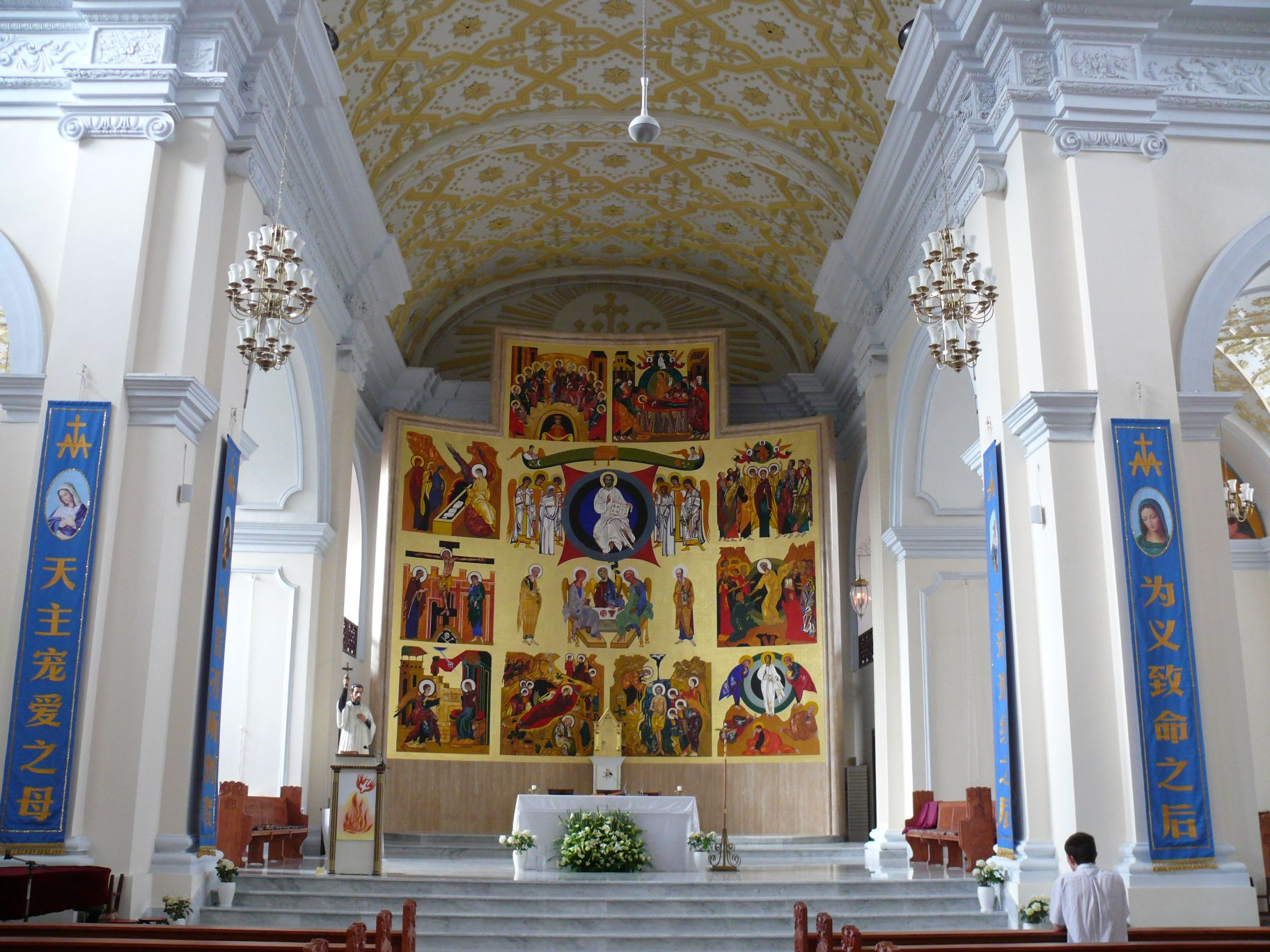
Chœur
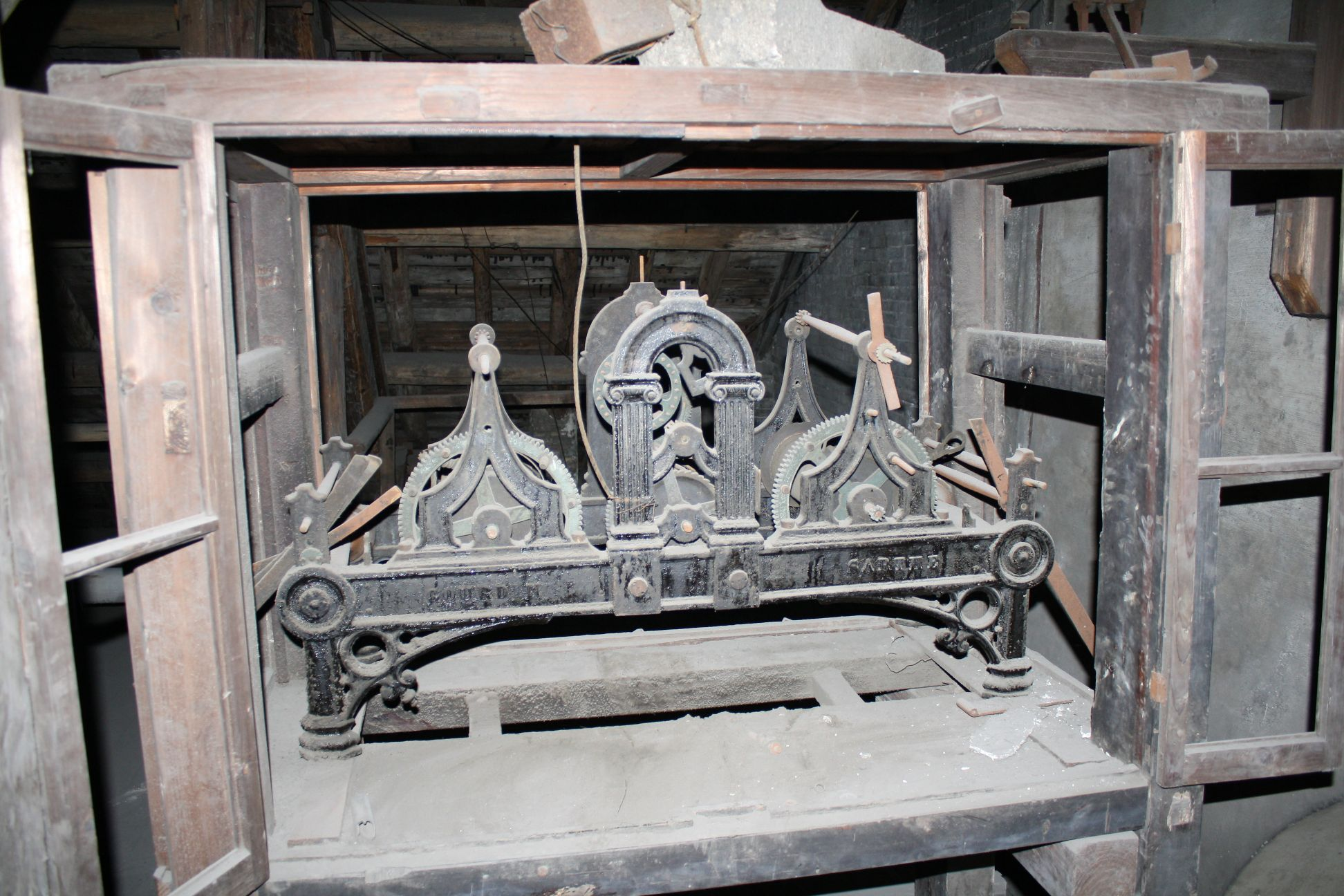
Horloge
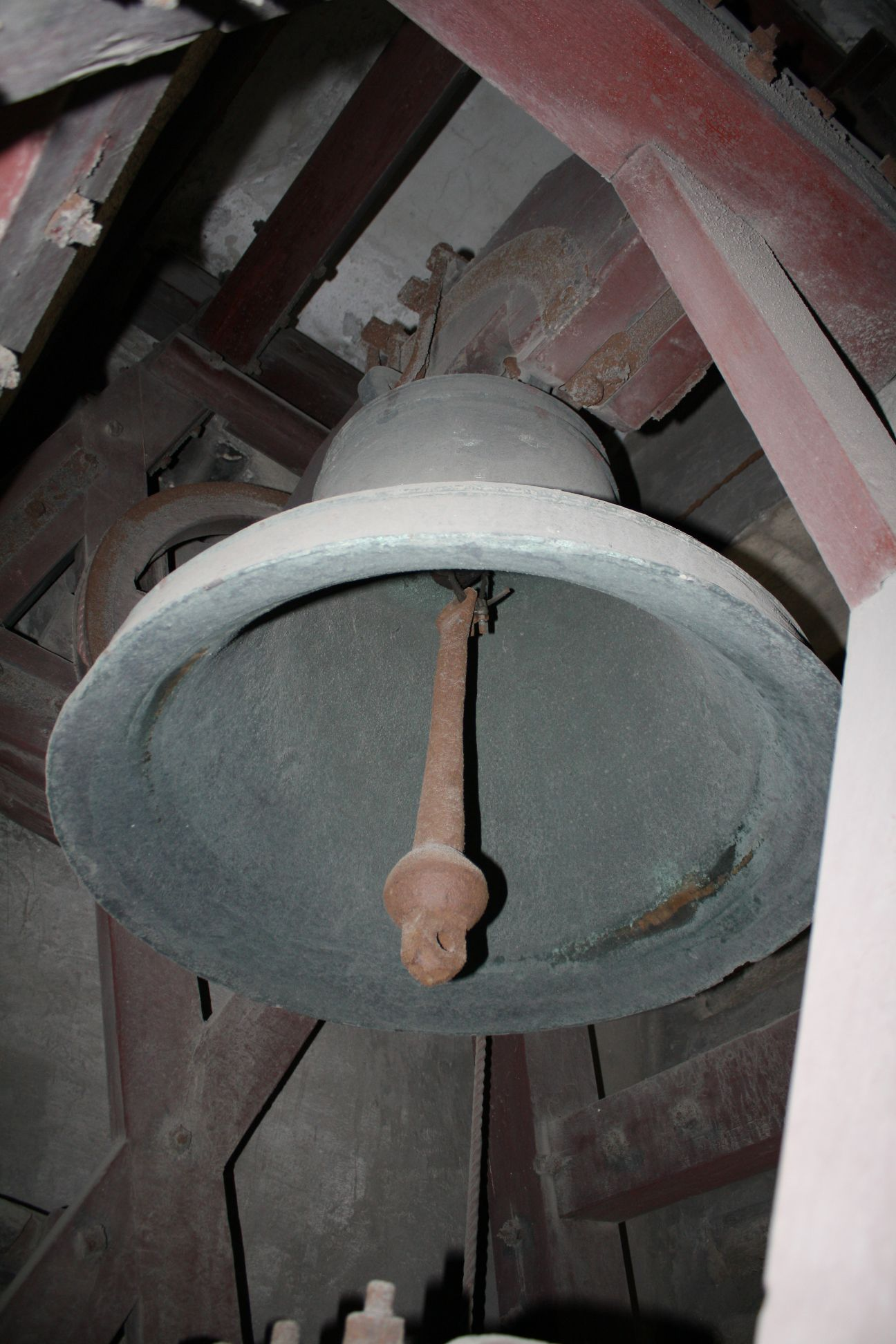
Cloche
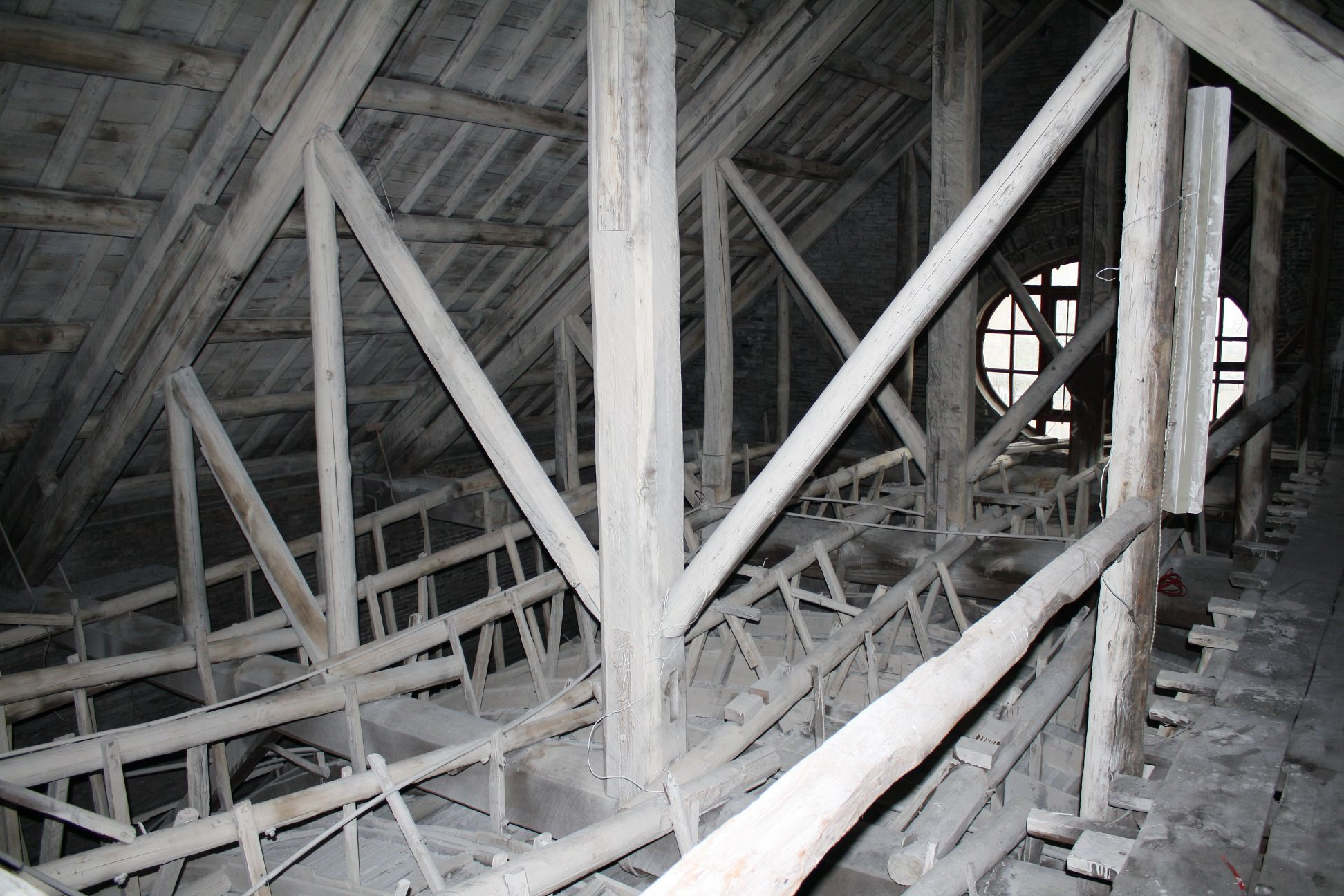
Combles